# Wiktor Gajda
Wiktor Gajda (ur. 6 marca 1938 w Toruniu) – polski rzeźbiarz, malarz, rysownik.

## Życiorys
Studiował w Akademii Sztuk Pięknych w Warszawie na Wydziale Malarstwa w pracowni Artura Nacht-Samborskiego w latach 1956–1962. Brał udział w licznych wystawach w kraju i za granicą. Pracuje w Warszawie i Stroniu Śląskim. Prace w zbiorach Muzeum Narodowego w Warszawie, Krakowie, Wrocławiu, Poznaniu, Gdańsku, Szczecinie, Muzeum Sztuki w Łodzi, Muzeum Miedzi w Legnicy, Muzeum Okręgowego w Chełmie, Centrum Rzeźby Polskiej w Orońsku i kolekcjach prywatnych.
Ważniejsze wystawy indywidualne, stypendia (do 2007 r.):
- 1967 – (malarstwo) Galeria Krzywe Koło, Warszawa
- 1973 – (rzeźba) Galeria Współczesna, Warszawa
- 1973 – (rzeźba) Galeria BWA, Lublin
- 1973 – (rzeźba) Galeria Rzeźby Współczesnej, Warszawa
- 1977 – (rzeźba) Galeria Rzeźby Współczesnej, Warszawa
- 1984 – (rzeźba) Muzeum Okręgowe, Chełm
- 1985 – (rzeźba) Stadt Galerie Fellbach (Niemcy)
- 1986 – (rzeźba) Muzeum Miedzi, Legnica
- 1987 – (rzeźba) Galeria A.B. Wahl, Warszawa
- 1993 – (malarstwo, rzeźba, rysunek) Dom Artysty Plastyka, Warszawa
- 1994 – (rzeźba, rysunek) Galeria Nowy Świat, Warszawa
- 1994 – (rzeźba, rysunek) Centrum Rzeźby Polskiej, Orońsko
- 1995 – (rzeźba, rysunek) Instytut Kultury Polskiej, Londyn (Anglia)
- 1996 – (rzeźba, rysunek) Galeria na Tarczyńskiej, Warszawa
- 1998 – (rzeźba, rysunek) Galeria Z. Dyląga, Stronie Śląskie
- 2001 – (rzeźba, rysunek) Galeria Bellotto, Warszawa
- 2004 – (rzeźba, rysunek) Wizytująca Galeria, Warszawa
- 2005 – (rzeźba, rysunek) Galeria ZPAP, Toruń
- 2005 – (rzeźba, rysunek) Galeria Test, Warszawa[1]
- 2007 – (rzeźba, rysunek)  Muzeum im. A. i J. Iwaszkiewiczów, Stawisko
- 2007 – Stypendium Ministra Kultury
- 2013 – Wiktor Gajda – malarstwo, rzeźba, rysunek, Muzeum Narodowe we Wrocławiu[2]
- 2014 – Nad pięknem, mądrem Dunajem, Centrum Rzeźby Polskiej w Orońsku[3]